# Hildegard Hintner
Hildegard Hintner (* 1940er-Jahre; † 2017) war eine österreichische Tischtennis-Nationalspielerin. 

## Werdegang
Hildegard Hintner spielte bei verschiedenen Wiener Vereinen, etwa Polizei Wien, Semperit und zuletzt Gebietskrankenkasse. Bei den nationalen österreichischen Meisterschaften gewann sie vier Titel im Doppel, nämlich 1968 mit Helene Jahn sowie 1971, 1973 und 1974 mit Elisabeth Willinger. Im Einzel verlor sie 1959 das Endspiel gegen Margit Wanek.
1958 wurde sie für die Europameisterschaft nominiert, 1959 vertrat sie Österreich bei der Weltmeisterschaft.